# Universitat de la Ciutat i Regne de Mallorca

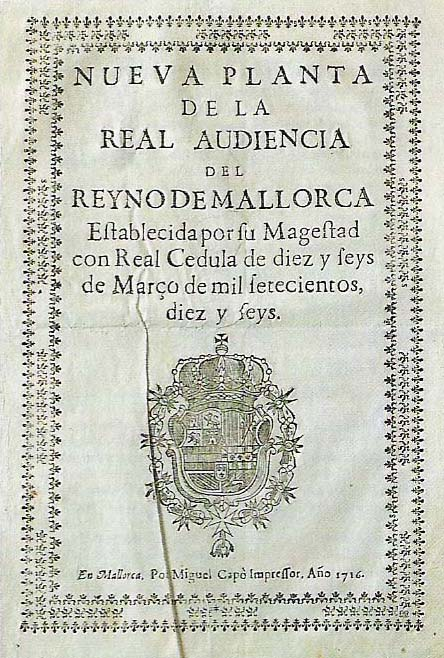
El Decret de Nova Planta va suprimir la institució de la Universitat.

La Universitat de la Ciutat i Regne de Mallorca fou la institució que representava el conjunt de la població de Mallorca durant la baixa edat mitjana i moderna. Es va establir el 1249 amb la Carta de franquesa de Mallorca atorgada per Jaume I el Conqueridor. La Universitat va evolucionar per adaptar-se a les necessitats socials, polítiques i econòmiques de l'illa, garantint la representació tant de la ciutat com de la Part Forana. El sistema va perdurar fins als Decrets de Nova Planta de 1715, que van abolir les institucions pròpies del Regne de Mallorca.

## Evolució
Té el seu origen a la Carta de franquesa de 1249 després de la conquesta de Jaume I, des del principi es va articular sota un sistema de règim municipal, quan aleshores l'illa estava constituïda per un únic municipi.
A principis del segle xiv, la realitat social, econòmica, política i institucional de l'illa havia esdevingut més complexa, això va portar les institucions universals a adaptar-se a noves necessitats, però sense contradir disposicions anteriors, especialment va adquirir un caràcter supramunicipal garantint la representació de les viles i es va establir la interlocució directa amb el rei, negociant els subsidis i l'acció legislativa, a vegades només amb el concurs delegat del lloctinent o la figura equivalent.
Aquest règim presentava algunes característiques com la inexistència de corts o la dicotomia entre la ciutat i la part forana. La primera qüestió va intentar ser solucionada per Jaume II però la manca de consolidació de la dinastia mallorquina ho va impedir. Per altra part l'embolcall jurídic a la separació entre la ciutat i les viles foranes no va arribar fins a 1315 amb Sanç I.

## Prohoms i organització territorial
La base del sistema eren els prohoms que actuaven com a municipi obert i tenien la missió de garantir les llibertats que recollia la Carta. Ben prest varen aparèixer els estaments per raó de treball i dividits ciutadans, cavallers i menestrals. El 1398 la ciutat es divideix en cinc parròquies on s'inscriuen els prohoms i assumeixen la responsabilitat de governar un cop cada cinc anys, el 1439 es va establir el requisit de ser majors de 25 anys.

## Institucions principals
Les institucions més importants de la universitat mallorquina foren la Juraria de la Ciutat i Regne de Mallorca, que era l'òrgan executiu i el Gran i General Consell que era l'òrgan representatiu territorial i estamental. Un cas especial és el del Sindicat Forà que agrupava les institucions d'una universitat separada no subordinada, les viles de Mallorca, però que tenia com principal funció la defensa dels seus interessos tant al Consell com a la Juraria, però no únicament atès que també ho feia en defensa dels seus interessos exclusius davant el rei, amb la qual cosa el seu encaix sota la universitat mallorquina és discutible.
No es trobaven sota la jurisdicció de la Universitat:
- Els membres actius de l'administració reial i els familiars de la casa del rei.
- El clergat, si bé podia tenir alguna obligació tributària, i a vegades cooperava en actes universals.
- Els jueus, que depenien directament del rei i tenien la seva pròpia universitat, l'aljama.

## Relacions amb les altres illes
Tampoc existia cap mena de relació jeràrquica respecte de les universitats de Menorca ni d'Eivissa; tot i això, la major capacitat d'interlocució de la mallorquina amb el rei i els seus funcionaris, feu que els acords legislatius aconseguits pels mallorquins fossin la principal font del dret de les altres illes mitjançant la petició expressa de la transposició de les normes, adaptades si calia. Això feu que la legislació territorial del conjunt de les illes mantingués una alta homogeneïtat. Per contra quan existien disposicions reials que afectaven al conjunt de les illes però tenien mecanismes de supervisió universal, per exemple l'encunyació de la moneda mallorquina, aquesta supervisió sempre era exercida per les institucions de la universitat mallorquina.

## Escut
El rei Sanç I, el 14 de desembre de 1312 a Montpeller, va atorgar als jurats i prohoms de la Universitat un emblema destinat a ser utilitzat en banderes i altres insígnies. Aquest emblema incorporava els quatre pals o faixes i un castell d'argent sobre un camper d'atzur. Tanmateix, no queda clar si aquesta concessió feia referència a unes armories, a una bandera que en derivés o a ambdues coses. A més, el redactat del document és ambigu pel que fa a si les armories apareixien truncades o quarterades. Les representacions que han arribat a l'arribat a l'actualitat mostren un disseny quarterat amb els quatre pals al primer i quart quarters i un castell d'argent sobre camper d'atzur al segon i tercer quarters.
| «                                                                           | Sancius Dei gratia Rex Maioric[arum], Comes Rossiliones etc., fidelibus suis juratis et probis hominibus Maioric[arum] salutem et gratiam. G[uilelmus] de Montesono, Berengarius Dominici, Bernardus Umberti et Raimundus de Palaciolo ambaxatoris vestri ad nostram presenciam venientes pecierunt a nobis suplicando ut vobis et universitati civitatis et Regni Maioric[arum] signum portando in vexillis et aliis concedere dignaremur, et super signo huiusmodi, deliberatione habita, vestris beneplacitis favorabiliter annuentes concessimus signum videlicet quod in parte superiori sit signum nostrum regale bastonatum et in parte superiori signum castri albi positi in livido, quod dicti vestri ambaxatores depingi fecerunt in papiro et vobis portant, volentes et statuentes quod tale sit signum et omnium de regno maioric[arum], si illud duxeritis acceptandum. Datum in Montepesulano, XIX kalendas Ianuarii, anno Domini Mº. CCCº. XIIº. | Sanç, per la gràcia de Déu rei de Mallorques, comte del Rosselló, etc. als seus fidels jurats i prohoms de Mallorques, salut i gràcia. Guillem de Montsó, Berenguer Domènec, Bernat Umbert i Ramon de Palol, ambaxadors vostres, venint a la nostra presència ens demanaren suplicant que ens dignàssim a concedir a vosaltres i a la Universitat de la ciutat i regne de Mallorques un senyal per a portar a [vexillis] i altres [prodigiis], i havent deliberat sobre aquest senyal, acollint favorablement els vostres desigs, us concedim un senyal que en la part superior hi hagi el senyal nostre reial barrat i en la part superior el senyal d'un castell blanc posat sobre [livido], que els dits vostres ambaixadors feren pintar en paper, i us el porten, volent i instituint que tal sigui el senyal [nostre/vostre] i el de tots el del regne de Mallorques, si considerau que ha de ser acceptat. Donat a Montpeller el 19 de les kalendes de gener [14 de desembre], any del senyor 1312. | » |
| — Sanç I de Mallorca (14 de desembre de 1312), https://bibiloni.cat/simbols | | |   |